# Teplica (přítok Turce)
Teplica je řeka v Turci, na území okresu Turčianske Teplice. Je pravostranným přítokem Turce, má délku 27,5 km a je tokem IV. řádu. Starší název toku je Žarnovica, dodnes se tak označuje horní tok od pramene po soutok s Dedinským potokem.
Vzniká ve Velké Fatře, v podcelku Bralná Fatra, na jihozápadním svahu Kráľovy skaly (1377 m) v nadmořské výšce přibližně 1000 m.
Protéká územím doliny Kostolec s výraznými dolomitickými skalnatými útvary, stěnami a věžemi, zleva přibírá přítok z Mokrého Rakytova a Širokou a zprava přítok z Rožkovy doliny. Dále pokračuje na západ Žarnovickou dolinou, nedaleko památného srubu SNP přibírá zleva Lopušnou, následně se tok říčky stáčí na krátkém úseku na jih. Z levé strany přibírá Bielou vodu a opět mění směr toku, nejprve na jihozápad, přičemž přibírá zleva Čiernou vodu, Kozinec, Glozy, a následně na západ.
Potom vtéká na území Turčianské kotliny, zleva přibírá Dedinský potok, na pravém břehu se zachovaly ojedinělé andezitové výstupy a Teplica se velkým obloukem stáčí na sever. Protéká úsekem se zachovanými původními břehovými porosty a před vstupem na území města Turčianske Teplice vytváří u Dolné Štubně velký ostrov. Dále protéká přes Turčianske Teplice, teče rovnoběžně se Somolickým potokem (teče východně od něj), s nímž je spojena jedním ramenem. Pokračuje přes Diviaky a po soutoku Somolického potoka s Dolinkou teče rovnoběžně s Dolinkou.
Za obcí Malý Čepčín začíná meandrovat, protéká osadou Markovice a obcí Jazernica, v jejímž katastrálním území ústí v nadmořské výšce cca 443 m do Turce.